# Wolfisheim
Wolfisheim é uma comuna francesa na região administrativa de Grande Leste, no departamento Baixo Reno. Estende-se por uma área de 5,57 km². Em 2010 a comuna tinha 4 230 habitantes (densidade: 759,4 hab./km²).